# Nascar Sprint Cup Series 2014
Nascar Sprint Cup Series 2014 var den 66:e upplagan av den främsta divisionen av professionell stockcarracing i USA som arrangeras av National Association for Stock Car Auto Racing.
Säsongen startade på Daytona International Speedway med uppvisningsloppen Sprint Unlimited 15 februari  och Budweiser Duels 20 februari, vilket även var kvallopp till den 56:e upplagan av Daytona 500. Säsongen avslutades 16 november på Homestead-Miami Speedway med Ford Ecoboost 400. Förarmästerskapet vanns av Kevin Harvick. Chevrolet vann märkesmästerskapet för tolfte året i rad.

## Tävlingskalender
| Nr                                                                                 | Officiellt namn                                 | Bana                                                   | Datum        |
| ---------------------------------------------------------------------------------- | ----------------------------------------------- | ------------------------------------------------------ | ------------ |
| U                                                                                  | Sprint Unlimited                                | Daytona International Speedway, Daytona Beach, Florida | 15 februari  |
| KV                                                                                 | Budweiser Duels                                 | Daytona International Speedway, Daytona Beach, Florida | 20 februari  |
| 1                                                                                  | Daytona 500                                     | Daytona International Speedway, Daytona Beach, Florida | 23 februari  |
| 2                                                                                  | The Profit on CNBC 500                          | Phoenix International Raceway, Avondale, Arizona       | 2 mars       |
| 3                                                                                  | Kobalt 400                                      | Las Vegas Motor Speedway, Las Vegas, Nevada            | 9 mars       |
| 4                                                                                  | Food City 500                                   | Bristol Motor Speedway, Bristol, Tennessee             | 16 mars      |
| 5                                                                                  | Auto Club 400                                   | Auto Club Speedway, Fontana, Kalifornien               | 23 mars      |
| 6                                                                                  | STP 500                                         | Martinsville Speedway, Ridgeway, Virginia              | 30 mars      |
| 7                                                                                  | Duck Commander 500                              | Texas Motor Speedway, Fort Worth, Texas                | 6 7 april    |
| 8                                                                                  | Bojangles' Southern 500                         | Darlington Raceway, Darlington, South Carolina         | 12 april     |
| 9                                                                                  | Toyota Owners 400                               | Richmond International Raceway, Richmond, Virginia     | 26 april     |
| 10                                                                                 | Aaron's 499                                     | Talladega Superspeedway, Talladega, Alabama            | 4 maj        |
| 11                                                                                 | 5-hour Energy 400                               | Kansas Speedway, Kansas City                           | 10 maj       |
| U                                                                                  | Sprint Showdown                                 | Charlotte Motor Speedway, Concord, North Carolina      | 15 maj       |
| U                                                                                  | Nascar Sprint All-Star Race                     | Charlotte Motor Speedway, Concord, North Carolina      | 17 maj       |
| 12                                                                                 | Coca-Cola 600                                   | Charlotte Motor Speedway, Concord, North Carolina      | 25 maj       |
| 13                                                                                 | Fedex 400                                       | Dover International Speedway, Dover, Delaware          | 1 juni       |
| 14                                                                                 | Pocono 400                                      | Pocono Raceway, Long Pond, Pennsylvania                | 8 juni       |
| 15                                                                                 | Quicken Loans 400                               | Michigan International Speedway, Brooklyn, Michigan    | 15 juni      |
| 16                                                                                 | Toyota/Save Mart 350                            | Sonoma Raceway, Sonoma, Kalifornien                    | 22 juni      |
| 17                                                                                 | Quaker State 400                                | Kentucky Speedway, Sparta, Kentucky                    | 28 juni      |
| 18                                                                                 | Coke Zero 400                                   | Daytona International Speedway, Daytona Beach, Florida | 5 6 juli     |
| 19                                                                                 | Camping World RV Sales 301                      | New Hampshire Motor Speedway, Loudon, New Hampshire    | 13 juli      |
| 20                                                                                 | Crown Royal presents the John Wayne Walding 400 | Indianapolis Motor Speedway, Speedway, Indiana         | 27 juli      |
| 21                                                                                 | Gobowling.com 400                               | Pocono Raceway, Long Pond, Pennsylvania                | 3 augusti    |
| 22                                                                                 | Cheez-It 355 at The Glen                        | Watkins Glen International, Watkins Glen, New York     | 10 augusti   |
| 23                                                                                 | Pure Michigan 400                               | Michigan International Speedway, Brooklyn, Michigan    | 17 augusti   |
| 24                                                                                 | Irwin Tools Night Race                          | Bristol Motor Speedway, Bristol, Tennessee             | 23 augusti   |
| 25                                                                                 | Oral-B USA 500                                  | Atlanta Motor Speedway, Hampton, Georgia               | 31 augusti   |
| 26                                                                                 | Federated Auto Parts 400                        | Richmond International Raceway, Richmond, Virginia     | 6 september  |
| Chase for the Sprint Cup                                                           |                                                 |                                                        |              |
| Första elimineringsrundan med 16 förare kvar med möjlighet att vinna mästerskapet. |                                                 |                                                        |              |
| 27                                                                                 | MyAFibStory.com 400                             | Chicagoland Speedway, Joliet, Illinois                 | 14 september |
| 28                                                                                 | Sylvania 300                                    | New Hampshire Motor Speedway, Loudon, New Hampshire    | 21 september |
| 29                                                                                 | AAA 400                                         | Dover International Speedway, Dover, Delaware          | 28 september |
| Andra elimineringsrundan med 12 förare kvar med möjlighet att vinna mästerskapet.  |                                                 |                                                        |              |
| 30                                                                                 | Hollywood Casino 400                            | Kansas Speedway, Kansas City, Kansas                   | 5 oktober    |
| 31                                                                                 | Bank of America 500                             | Charlotte Motor Speedway, Concord, North Carolina      | 11 oktober   |
| 32                                                                                 | Geico 500                                       | Talladega Superspeedway, Talladega, Alabama            | 19 oktober   |
| Tredje elimineringsrundan med 8 förare kvar med möjlighet att vinna mästerskapet.  |                                                 |                                                        |              |
| 33                                                                                 | Goody's Headache Relief Shot 500                | Martinsville Speedway, Ridgeway, Virginia              | 26 oktober   |
| 34                                                                                 | AAA Texas 500                                   | Texas Motor Speedway, Fort Worth, Texas                | 2 november   |
| 35                                                                                 | Quicken Loans Race for Heroes 500               | Phoenix International Raceway, Avondale, Arizona       | 9 november   |
| Finallopp med 4 förare kvar med möjlighet att vinna mästerskapet.                  |                                                 |                                                        |              |
| 36                                                                                 | Ford EcoBoost 400                               | Homestead-Miami Speedway, Homestead, Florida           | 16 november  |

## Resultat
| Nr                                                                                 | Tävling                           | Pole position    | Flest ledda varv               | Vinnare            | Team                      | Konstruktör | Rapport |
| ---------------------------------------------------------------------------------- | --------------------------------- | ---------------- | ------------------------------ | ------------------ | ------------------------- | ----------- | ------- |
| U                                                                                  | Sprint Unlimited at Daytona       | Denny Hamlin     | Denny Hamlin                   | Denny Hamlin       | Joe Gibbs Racing          | Toyota      | Rapport |
| KV                                                                                 | Budweiser Duel 1                  | Austin Dillon    | Matt Kenseth                   | Matt Kenseth       | Joe Gibbs Racing          | Toyota      | Rapport |
| KV                                                                                 | Budweiser Duel 2                  | Martin Truex Jr. | Brad Keselowski                | Denny Hamlin       | Joe Gibbs Racing          | Toyota      | Rapport |
| 1                                                                                  | Daytona 500                       | Austin Dillon    | Dale Earnhardt Jr.             | Dale Earnhardt Jr. | Hendrick Motorsports      | Chevrolet   | Rapport |
| 2                                                                                  | The Profit on CNBC 500            | Brad Keselowski  | Kevin Harvick                  | Kevin Harvick      | Stewart-Haas Racing       | Chevrolet   | Rapport |
| 3                                                                                  | Kobalt 400                        | Joey Logano      | Brad Keselowski                | Brad Keselowski    | Team Penske               | Ford        | Rapport |
| 4                                                                                  | Food City 500                     | Denny Hamlin     | Matt Kenseth                   | Carl Edwards       | Roush Fenway Racing       | Ford        | Rapport |
| 5                                                                                  | Auto Club 400                     | Matt Kenseth     | Jimmie Johnson                 | Kyle Busch         | Joe Gibbs Racing          | Toyota      | Rapport |
| 6                                                                                  | STP 500                           | Kyle Busch       | Jimmie Johnson                 | Kurt Busch         | Stewart-Haas Racing       | Chevrolet   | Rapport |
| 7                                                                                  | Duck Commander 500                | Tony Stewart     | Joey Logano                    | Joey Logano        | Team Penske               | Ford        | Rapport |
| 8                                                                                  | Bojangles' Southern 500           | Kevin Harvick    | Kevin Harvick                  | Kevin Harvick      | Stewart-Haas Racing       | Chevrolet   | Rapport |
| 9                                                                                  | Toyota Owners 400                 | Kyle Larson      | Jeff Gordon                    | Joey Logano        | Team Penske               | Ford        | Rapport |
| 10                                                                                 | Aaron's 499                       | Brian Scott      | Greg Biffle                    | Denny Hamlin       | Joe Gibbs Racing          | Toyota      | Rapport |
| 11                                                                                 | 5-hour Energy 400                 | Kevin Harvick    | Kevin Harvick                  | Jeff Gordon        | Hendrick Motorsports      | Chevrolet   | Rapport |
| U                                                                                  | Sprint Showdown                   | Austin Dillon    | Clint Bowyer                   | Clint Bowyer       | Michael Waltrip Racing    | Toyota      | Rapport |
| U                                                                                  | Nascar Sprint All-Star Race       | Carl Edwards     | Jamie McMurray                 | Jamie McMurray     | Chip Ganassi Racing       | Chevrolet   | Rapport |
| 12                                                                                 | Coca-Cola 600                     | Jimmie Johnson   | Jimmie Johnson                 | Jimmie Johnson     | Hendrick Motorsports      | Chevrolet   | Rapport |
| 13                                                                                 | Fedex 400                         | Brad Keselowski  | Jimmie Johnson                 | Jimmie Johnson     | Hendrick Motorsports      | Chevrolet   | Rapport |
| 14                                                                                 | Pocono 400                        | Denny Hamlin     | Brad Keselowski                | Dale Earnhardt Jr. | Hendrick Motorsports      | Chevrolet   | Rapport |
| 15                                                                                 | Quicken Loans 400                 | Kevin Harvick    | Kevin Harvick                  | Jimmie Johnson     | Hendrick Motorsports      | Chevrolet   | Rapport |
| 16                                                                                 | Toyota/Save Mart 350              | Jamie McMurray   | A. J. Allmendinger             | Carl Edwards       | Roush Fenway Racing       | Ford        | Rapport |
| 17                                                                                 | Quaker State 400                  | Brad Keselowski  | Brad Keselowski                | Brad Keselowski    | Team Penske               | Ford        | Rapport |
| 18                                                                                 | Coke Zero 400                     | David Gilliland  | Kurt Busch                     | Aric Almirola      | Richard Petty Motorsports | Ford        | Rapport |
| 19                                                                                 | Camping World RV Sales 301        | Kyle Busch       | Brad Keselowski                | Brad Keselowski    | Team Penske               | Ford        | Rapport |
| 20                                                                                 | Brickyard 400                     | Kevin Harvick    | Kasey Kahne                    | Jeff Gordon        | Hendrick Motorsports      | Chevrolet   | Rapport |
| 21                                                                                 | Gobowling.com 400                 | Kyle Larson      | Jeff Gordon                    | Dale Earnhardt Jr. | Hendrick Motorsports      | Chevrolet   | Rapport |
| 22                                                                                 | Cheez-It 355 at The Glen          | Jeff Gordon      | A. J. Allmendinger Jeff Gordon | A. J. Allmendinger | JTG Daugherty Racing      | Chevrolet   | Rapport |
| 23                                                                                 | Pure Michigan 400                 | Jeff Gordon      | Joey Logano                    | Jeff Gordon        | Hendrick Motorsports      | Chevrolet   | Rapport |
| 24                                                                                 | Irwin Tools Night Race            | Kevin Harvick    | Jamie McMurray                 | Joey Logano        | Team Penske               | Ford        | Rapport |
| 25                                                                                 | Oral-B USA 500                    | Kevin Harvick    | Kevin Harvick                  | Kasey Kahne        | Hendrick Motorsports      | Chevrolet   | Rapport |
| 26                                                                                 | Federated Auto Parts 400          | Brad Keselowski  | Brad Keselowski                | Brad Keselowski    | Team Penske               | Ford        | Rapport |
| Chase for the Sprint Cup                                                           |                                   |                  |                                |                    |                           |             |         |
| Första elimineringsrundan med 16 förare kvar med möjlighet att vinna mästerskapet. |                                   |                  |                                |                    |                           |             |         |
| 27                                                                                 | MyAFibStory.com 400               | Kyle Busch       | Kevin Harvick                  | Brad Keselowski    | Team Penske               | Ford        | Rapport |
| 28                                                                                 | Sylvania 300                      | Brad Keselowski  | Kevin Harvick                  | Joey Logano        | Team Penske               | Ford        | Rapport |
| 29                                                                                 | AAA 400                           | Kevin Harvick    | Kevin Harvick                  | Jeff Gordon        | Hendrick Motorsports      | Chevrolet   | Rapport |
| Andra elimineringsrundan med 12 förare kvar med möjlighet att vinna mästerskapet.  |                                   |                  |                                |                    |                           |             |         |
| 30                                                                                 | Hollywood Casino 400              | Kevin Harvick    | Joey Logano                    | Joey Logano        | Team Penske               | Ford        | Rapport |
| 31                                                                                 | Bank of America 500               | Kyle Busch       | Kevin Harvick                  | Kevin Harvick      | Stewart-Haas Racing       | Chevrolet   | Rapport |
| 32                                                                                 | Geico 500                         | Brian Vickers    | Jimmie Johnson                 | Brad Keselowski    | Team Penske               | Ford        | Rapport |
| Tredje elimineringsrundan med 8 förare kvar med möjlighet att vinna mästerskapet.  |                                   |                  |                                |                    |                           |             |         |
| 33                                                                                 | Goody's Headache Relief Shot 500  | Jamie McMurray   | Jeff Gordon                    | Dale Earnhardt Jr. | Hendrick Motorsports      | Chevrolet   | Rapport |
| 34                                                                                 | AAA Texas 500                     | Matt Kenseth     | Jimmie Johnson                 | Jimmie Johnson     | Hendrick Motorsports      | Chevrolet   | Rapport |
| 35                                                                                 | Quicken Loans Race for Heroes 500 | Denny Hamlin     | Kevin Harvick                  | Kevin Harvick      | Stewart-Haas Racing       | Chevrolet   | Rapport |
| Fjärde elimineringsrundan med 4 förare kvar med möjlighet att vinna mästerskapet.  |                                   |                  |                                |                    |                           |             |         |
| 36                                                                                 | Ford Ecoboost 400                 | Jeff Gordon      | Jeff Gordon                    | Kevin Harvick      | Stewart-Haas Racing       | Chevrolet   | Rapport |

### Märkesmästerskapet
| Pos | Tillverkare | Vinster | Poäng |
| --- | ----------- | ------- | ----- |
| 1   | Chevrolet   | 20      | 1572  |
| 2   | Ford        | 14      | 1530  |
| 3   | Toyota      | 2       | 1406  |